# NGC 6860
NGC 6860 је спирална галаксија у сазвежђу Паун која се налази на NGC листи објеката дубоког неба.
Деклинација објекта је - 61° 5' 59" а ректасцензија 20h 8m 47,1s. Привидна величина (магнитуда) објекта NGC 6860 износи 12,9 а фотографска магнитуда 13,7. NGC 6860 је још познат и под ознакама ESO 143-9, AM 2004-611, IRAS 20044-6114, PGC 64166.